# David Corkhill
Ne pas confondre avec Anthony David Corkhill (1921-2015), un officier.
David Corkhill, né le 29 septembre 1946 à Bebington dans le Cheshire, est un timbalier et un percussionniste britannique.

## Biographie
Il entre au RAM en tant que claveciniste en 1964 avant de passer à la percussion en deuxième année, étudiant avec James Blades, Roy Jesson et Maurice Miles. Il fait ses débuts professionnels avec le LSO en 1967 en jouant dans War Requiem de Benjamin Britten sous Sir David Willcocks et joint l'English Chamber Orchestra en tant que timbalier principal en 1970.